# Четвер, 12-те
«Четвер, 12-те» — кінофільм режисера Сергія Попова, що вийшов на екрани в 2012 році.

## Зміст
Нічний дзвінок різко міняє життя Юлії Бітової. Незнайомка повідомляє, що вагітна від чоловіка Юлії — Вадима. Чоловік стверджує, що це просто чийсь безглуздий розіграш, але Юля не вірить йому. Після чергової брехні Вадима та дзвінка дівчини, Юля виганяє чоловіка з дому. Однак вона продовжує кохати його. Юля розгублена і просить допомоги у своїх подруг.

## Ролі
| Актор             | Роль |
| ----------------- | ---- |
| Ірина Гриньова    | -    |
| Тарас Бибич       | -    |
| Євгенія Дмитрієва | -    |
| Ганна Уколова     | -    |
| Наталія Рогожкіна | -    |
| Дмитро Ульянов    | -    |
| Вадим Колганов    | -    |
| Тимофій Трибунцев | -    |
| Ілля Рутберг      | -    |
| Юлія Рутберг      | -    |

## Знімальна група
- Режисер — Сергій Попов
- Продюсер — Юрій Сапронов